# Jean Boyer (calciatore)
Jean Boyer (Vitry-sur-Seine, 13 febbraio 1901 – Parigi, 24 novembre 1981) è stato un calciatore francese, di ruolo attaccante.

## Carriera
Iniziò la carriera nel CASG Paris, con cui vinse a diciott'annoi la Coppa di Francia nel 1919. Dopo aver giocato anche nel VGA Médoc e nel Choisy-Le-Roi, nel 1923 arriva a Marsiglia dove rimase per oltre un decennio, diventando uno dei migliori marcatori della storia del club. Con il Marsiglia vinse 3 volte la Coppa di Francia (1924, 1926, 1927) ed una volta il Campionato Nazionale, all'epoca dilettantesco (1929). Con la Nazionale francese prese parte ai Giochi Olimpici nel 1920 e nel 1924.

## Palmarès

### Club

#### Competizioni nazionali
- Coppa di Francia: 4

O. Marsiglia: 1923-1924, 1925-1926, 1926-1927, 1934-1935